# Stade Gelora-Bung-Karno
Le stade Gelora Bung Karno (GBK) officiellement Stadion Utama Gelora Bung Karno, est un stade omnisports situé à Gelora, Tanah Abang, dans le centre de Jakarta en Indonésie. Il peut accueillir jusqu'à 88 306 place assises. Le stade fait partie du Gelora Bung Karno Sports Complex, un complexe sportif.

## Histoire
La construction du stade débuta le 8 février 1960 et se solda le 21 juillet 1962. Il a été inauguré en 1962 sous le nom de Istora ou Gelora Senayan. Le coût de construction s'élèva à 12,5 millions de dollars. Il a été rénové récemment pour pouvoir accueillir la Coupe d'Asie des nations de football 2007. Il a accueilli 7 matchs de cette compétition dont la finale.

## Événements
- Jeux asiatiques de 1962
- Jeux d'Asie du Sud-Est de 1979
- Jeux d'Asie du Sud-Est de 1987
- Jeux d'Asie du Sud-Est de 1997
- Coupe du Tigre 2002
- ASEAN Club Championship 2003
- Coupe du Tigre 2004
- Coupe d'Asie des nations de football 2007
- AFF Suzuki Cup 2008
- AFF Suzuki Cup 2010
- Jeux asiatiques de 2018

### Matchs de l'Asian Cup 2007
| Date            | Heure (UTC+7) | Équipe no 1     | Score | Équipe no 2     | Tour             | Spectateurs |
| --------------- | ------------- | --------------- | ----- | --------------- | ---------------- | ----------- |
| 10 juillet 2007 | 17.20         | Indonésie       | 2 – 1 | Bahreïn         | Groupe D         | 65 000      |
| 11 juillet 2007 | 19.35         | Corée du Sud    | 1 – 1 | Arabie saoudite | Groupe D         | 15 000      |
| 14 juillet 2008 | 19.35         | Arabie saoudite | 2 – 1 | Indonésie       | Groupe D         | 88 000      |
| 15 juillet 2007 | 19.35         | Bahreïn         | 2 – 1 | Corée du Sud    | Groupe D         | 9 000       |
| 18 juillet 2007 | 17.20         | Indonésie       | 0 – 1 | Corée du Sud    | Groupe D         | 88 000      |
| 22 juillet 2007 | 20.20         | Arabie saoudite | 2 – 1 | Ouzbékistan     | Quarts de finale | 12 000      |
| 29 juillet 2007 | 19.35         | Irak            | 1 – 0 | Arabie saoudite | Finale           | 60 000      |

## Galerie

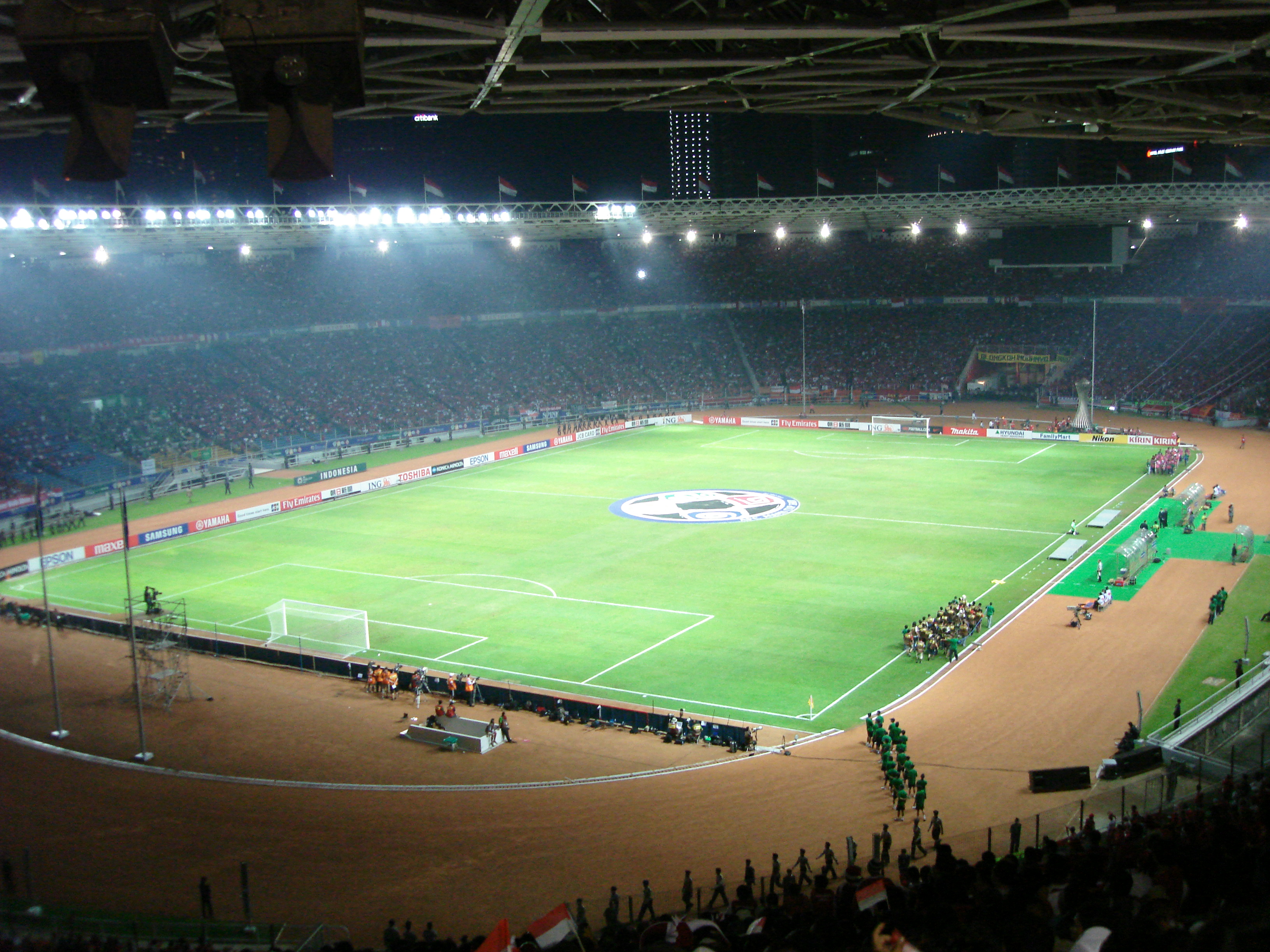
Intérieur
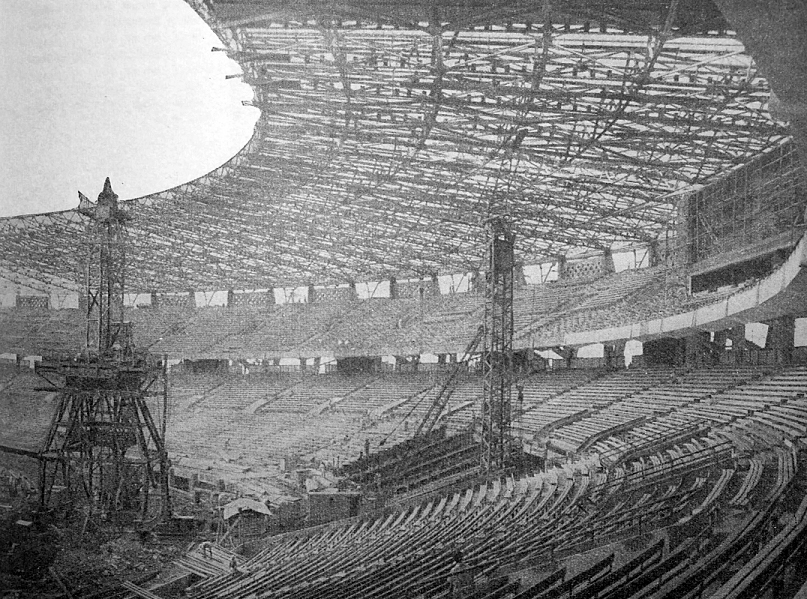
En 1962